# Demetrius Charles Boulger
Demetrius Charles de Kavanagh Boulger, född den 14 juli 1853, död 1928, var en engelsk skriftställare.
Boulger bidrog från 1876 flitigt till engelska pressen med uppsatser om Turkiet, Egypten, Indien och Kina. Han uppsatte 1885 tidskriften "Asiatic Quarterly Review" och utgav den till 1889 samt skrev bland annat Life of Yakoob Beg of Kashgai (1878), Lord William Bentinck (1892, i serien "Rulers of India"), Life of Gordon (1896), Life of sir Stamford Raffles (1897), History of China (2:a upplagan, 2 band, 1898), The Congo state (samma år), History of Belgium (2 band, 1902-09), Belgium of the belgians (1911) och Holland of the dutch (1913).

## Fotnoter
1. ↑  Michael S. Hart, Project Gutenberg, Project Gutenberg Literary Archive Foundation, Projekt Gutenberg författar-ID: 2169114, läst: 9 oktober 2017.[källa från Wikidata]
2. ↑  Aaron Swartz, Open Library, Open Library-ID: OL1806389A, läst: 9 oktober 2017.[källa från Wikidata]
3. ↑  Aaron Swartz, Open Library, Open Library-ID: OL4895559A, läst: 9 oktober 2017.[källa från Wikidata]